# Finlaysonia
Finlaysonia es un género perteneciente a la familia de las apocináceas con ocho especies de plantas fanerógamas.

## Distribución y hábitat
Es originaria de Asia y Australia. Se distribuye por China, India, Filipinas, Molucas y Nueva Guinea donde se encuentra a lo largo de los ríos  y en los humedales a baja altura.

## Descripción
Son lianas. Las láminas foliares son herbáceas o coriáceas, de 5-10 cm de largo y 2.5 cm de ancho, ovadas a oblongas o lineales a ovadas, basalmente cordadas o cuneadas, el ápice obtuso o agudo o acuminado.
Las inflorescencias son axilares, más cortas que las hojas adyacentes. Las flores son malolientes.

## Especies
| - Finlaysonia curtisii - Finlaysonia insularum - Finlaysonia khasiana - Finlaysonia lanuginosa - Finlaysonia maritima - Finlaysonia obovata - Finlaysonia pierrei - Finlaysonia wallichii |